# Reinhold Klika
Reinhold Klika (Braunau am Inn, 1 de fevereiro de 1962) é um jornalista austríaco e consultor em relações públicas.
Diretor de redação do Jornal Braunauer Rundschau durante vários anos, teve reconhecimento internacional com a sua iniciativa „Braunau setzt Zeichen“ (Braunau põe sinais) no ano 2000.
Reinhold Klika conseguiu adquirir o apoio de todos os partidos representantes da assembléia municipal de Braunau para esta campanha. Um conteúdo concreto desta iniciativa deveria ser o projeto „Haus der Verantwortung“ (Casa da Responsabilidade); Klika fundou também o prêmio Aenus para Atividades além das fronteiras na região de Inn-Salzach-Euregio, além de ser presidente do Innviertel-Futebol-Clube e coordenador do Sportunion St. Peter/Hart.
Reinhold Klika dirige, desde 2007, a agência de mídia e relações públicas „Innblick“.